# 星川光希
星川 光希（ほしかわ みつき、1998年1月31日 - ）は、日本のAV女優。LINX所属。

## 略歴
2017年8月、アイデアポケットの専属女優としてAVデビュー。
2018年4月から7月はマドンナ、8月はアタッカーズの専属女優として活動。
同年9月より専属を離れ、企画単体女優に転向。

## 人物
埼玉県出身。
趣味・特技はネイル、騎乗位。
AV女優となったきっかけは、AV自体をよく知らないままあまり考えず自ら応募。

## 出演作品

### アダルトDVD
- FIRST IMPRESSION 118 軟体極エロ美女降臨!（8月13日、アイデアポケット）
- 連続乱れイキ! 仰け反り痙攣大絶頂FUCK ポルチオ弾丸突き炸裂! ヨダレを垂れ流し大潮を噴き散らしイキ果てる!（9月13日、アイデアポケット）
- エロ痴女ナースは口内射精がお好き 過激で刺激的! 凄絶な寝取り淫交テク炸裂!（10月7日、アイデアポケット）
- 丸呑みヨダレだらだら激吸引フェラと濃厚な接吻とセックス（11月1日、アイデアポケット）
- 星川光希のびちゃびちゃ潮噴きフルコース 潮噴射数217回&総量3000mlオーバー 限界突破スプラッシュ（12月1日、アイデアポケット）

- 夫とは月1、彼とは週3で愛し合ってます。 勃起不全な夫の仕事中にデカマラ中年施術師の性感マッサージ店に通い詰める美人妻（1月1日、アイデアポケット）
- 凄テク寸止め焦らしFUCK 焦らして焦らして最高潮で射精!究極の快感!（2月7日、アイデアポケット）
- 射精しても終わらない 欲張りちんしゃぶ連続発射（3月7日、アイデアポケット）
- アタッカーズ全面監修 夫の目の前で犯されて―  -善意の代償-（3月13日、アイデアポケット）
- これが私の昼の顔 衝撃移籍 《専属》美顔妻の昼の顔!!!（4月13日、マドンナ）
- マドンナ専属 衝撃移籍第2弾!! 私を愛してくれる義父と結ばれて 〜絶倫肉棒に疼く美嫁の肉体〜（5月7日、マドンナ）
- マドンナが贈る本格中出しドラマ始動!! 中出しNTR 私は今日も貴方の友人に犯されます…。（6月7日、マドンナ）
- 別れさせ屋レズビアン 2 〜心も身体も男と決別させて…〜 波多野結衣 星川光希（7月7日、マドンナ）
- 輪姦学校（8月7日、アタッカーズ）
- 六本木生まれ育ち #01（9月12日、MERCURY）※「のん」名義
- 欲求不満のドMスレンダー美人妻が媚薬で超絶ドスケベビッチ覚醒! イキまくりの変態ワイフになったのでナマパコ妊娠させときましたwww（9月19日、チキチキカマー）
- コスプレキャノンボール コスプレで繋がりコスプレで紡ぐリアルドキュメント RUN.10（9月21日、プレステージ）
- となりの奥さん 5時まで秘密デート（9月29日、HMJM）
- ボクの事を昔イジメていたヤンキー娘が美人妻になって健全なマッサージ店で性的サービスをしている情報を入手、それをネタに復讐ついでに中出しまでした件。 18（10月1日、変態紳士倶楽部）
- 隠撮主観 ささやき淫語と素股で優しく射精に導いてくれる美女たちに精子が枯れるまで絞り取られる。（10月1日、変態紳士倶楽部）
- 毎日鏡でのチェックを欠かさない自分大好き美意識高め女は、鏡に映る自身のアクメ姿を見て興奮しイキ漏らす…（10月5日、DOC）
- 美人若妻被虐の中出し姦〜 義理の息子と再婚相手2本の他人棒で 乱れるM妻みつき（10月12日、REAL）
- 本屋でガリ勉してる思春期学生の目の前に人妻のボインが! 最初はエロ本見せつけ目を奪われてたら、自分のパンチラと胸チラで誘惑エスカレート!ギン勃ち未経験チ○コをミニスカ尻に押し付け店員や他の客にバレないようにオトナ女のカラダ教えこんじゃいました（10月25日、SWITCH）

- レズビアンに染められた新入社員 枢木あおい 神宮寺ナオ 星川光希 (1月7日、ビビアン)

### イメージDVD
- Mitsuki スターライトロマンス（2017年11月16日、REbecca）

### VR
2018年
- 人妻健康診断VR（欲求不満な人妻の乳首とアナルとおマ○コをじっくり観察!!） withテクニシャンナース（9月14日、ワンズファクトリー）
- 劇的高画質「旦那のいる横で…」 3 絶頂10回NTR バイノーラル耳元で囁かれる淫語で興奮MAX! 妖艶な色香全開で若い新人社員とのSEXを愉しむ人妻 星川光希（9月29日、ブイワンVR）
- 「ねぇ、いっぱい中に出して…」 風俗に行ったら超カワイイ子がキタ━━━━（ﾟ∀ﾟ）━━━━!! 超密着風俗フルコースで中出しSEX 星川光希（11月12日、ドクジーピクチャーズ）

2019年
- 最近勃ちの悪くなってきたなぁーと悩む殿方必見! ペニス増大! 何度もできる夢のクリニック 美咲かんな 星川光希（2月8日、ドクジーピクチャーズ）

### イメージビデオ
- Mitsuki スターライトロマンス（2017年11月16日、REbecca）

## 書籍

### デジタル写真集
- Mitsuki スターライトロマンス（2021年1月15日、REbecca）